# Britische Unterhauswahl 1886
- Liberals: 192
- Sonst.: 0
- IPP: 85
- Cons.: 393

Die Unterhauswahl im Vereinigten Königreich Großbritannien und Irland im Jahr 1886 fand vom 1. bis zum 27. Juli 1886 statt. Die Wahl wurde nach der Ablehnung der Government of Ireland Bill 1886 (First Home Rule Bill) im Unterhaus durch den liberalen Premierminister William Ewart Gladstone angesetzt. In dieser Frage war es zu einer Spaltung der Liberal Party gekommen.

## Vorgeschichte
Bei der vorangegangenen Unterhauswahl 1885 hatten weder die Konservativen noch die Liberalen die absolute Mehrheit der Sitze im Unterhaus gewinnen können. Die von Charles Stewart Parnell angeführten irischen Nationalisten bildeten das Zünglein an der Waage und unterstützten die liberale Minderheitsregierung unter William Ewart Gladstone. Diese Situation überzeugte Gladstone, dass das Verhältnis Irlands zum restlichen Vereinigten Königreich reformiert werden müsse, indem Irland eine begrenzte Selbstregierung (Home Rule) eingeräumt würde. Dieses Vorhaben stieß jedoch auch auf Widerstand innerhalb der Liberalen Partei, da Einige in der Einführung eines separaten irischen Parlaments den Beginn der Auflösung der Union zwischen Großbritannien und Irland sahen. Im Sommer 1886 kam es über diese Frage zu einem Bruch innerhalb der Liberalen Partei. Der konservative Whig-Flügel der Partei – angeführt von Lord Hartington – und eine kleine Gruppe von radikalen Unionisten unter Joseph Chamberlain trennte sich von der von Gladstone geführten Partei und gründete später die Liberal Unionist Party. Anlässlich der zweiten Lesung von Gladstones Irish Home Rule Bill am 8. Juni 1886 wechselten 93 liberale Abgeordnete die Seite und stimmten mit der konservativen Opposition. Die Home Rule Bill wurde mit 341 gegen 311 Stimmen vom Unterhaus abgelehnt. Infolgedessen bat Gladstone die Königin um die Auflösung des Parlaments und die Ausschreibung von Neuwahlen. Im Vorfeld der Wahl verfestigte sich die Spaltung der Liberalen Partei, als sich Hartington, Chamberlain und ihre Anhänger entschlossen, mit Unterstützung der Konservativen eigene Kandidaten in verschiedenen Wahlkreisen gegen die parteioffiziellen liberalen Kandidaten aufzustellen.

Führende Politiker
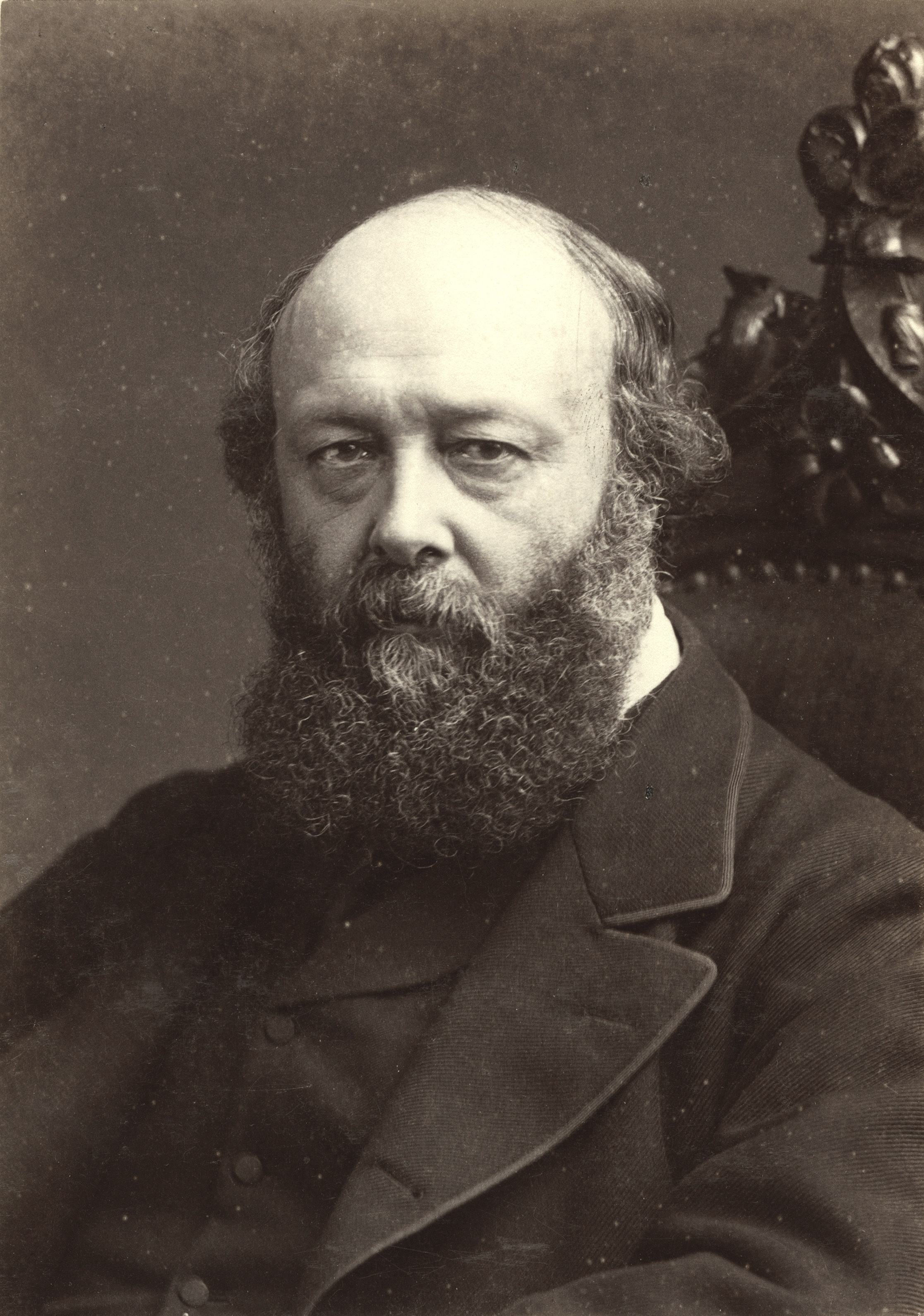
Lord Salisbury (Konservative)
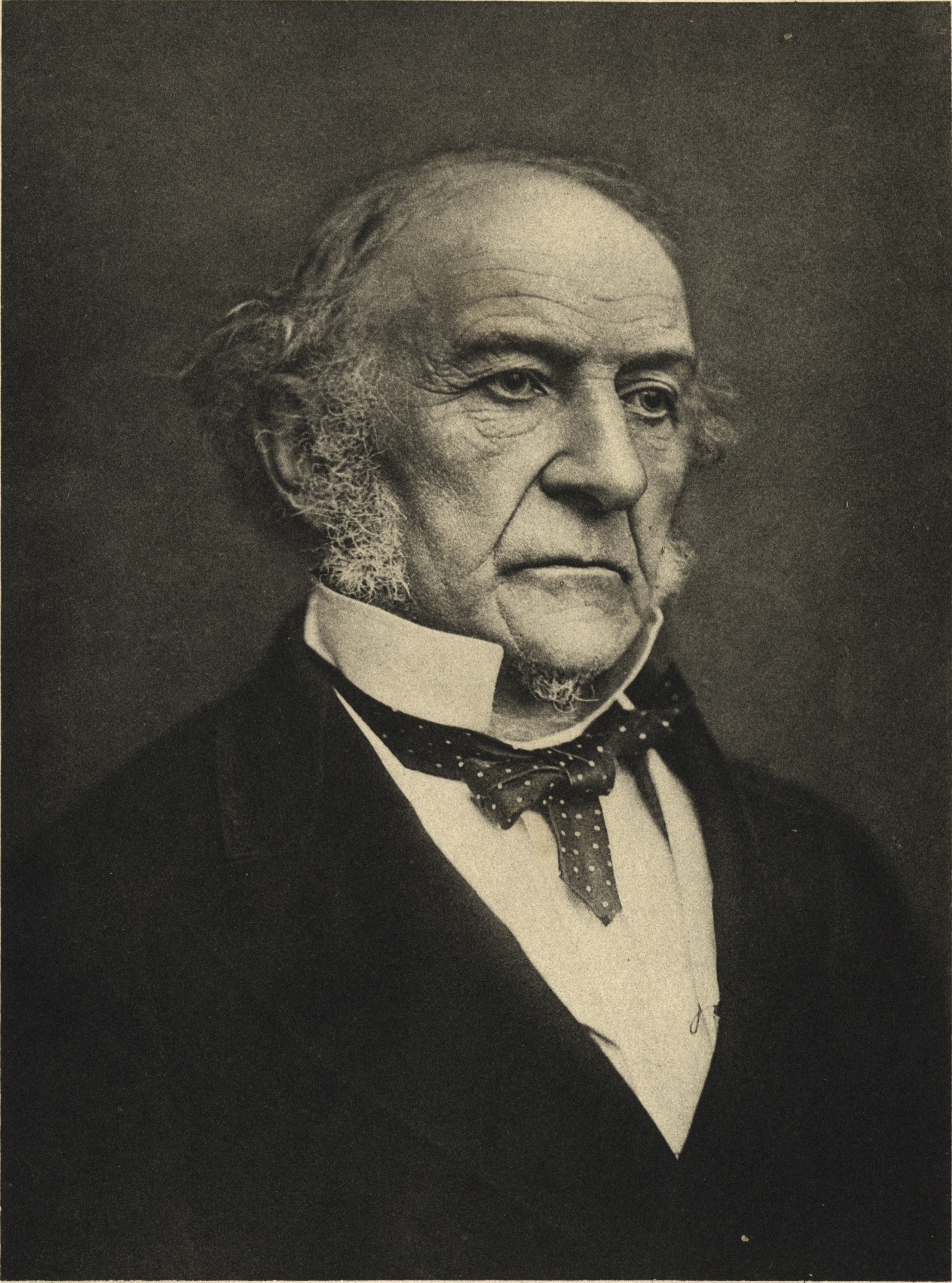
William Ewart Gladstone (Liberale)
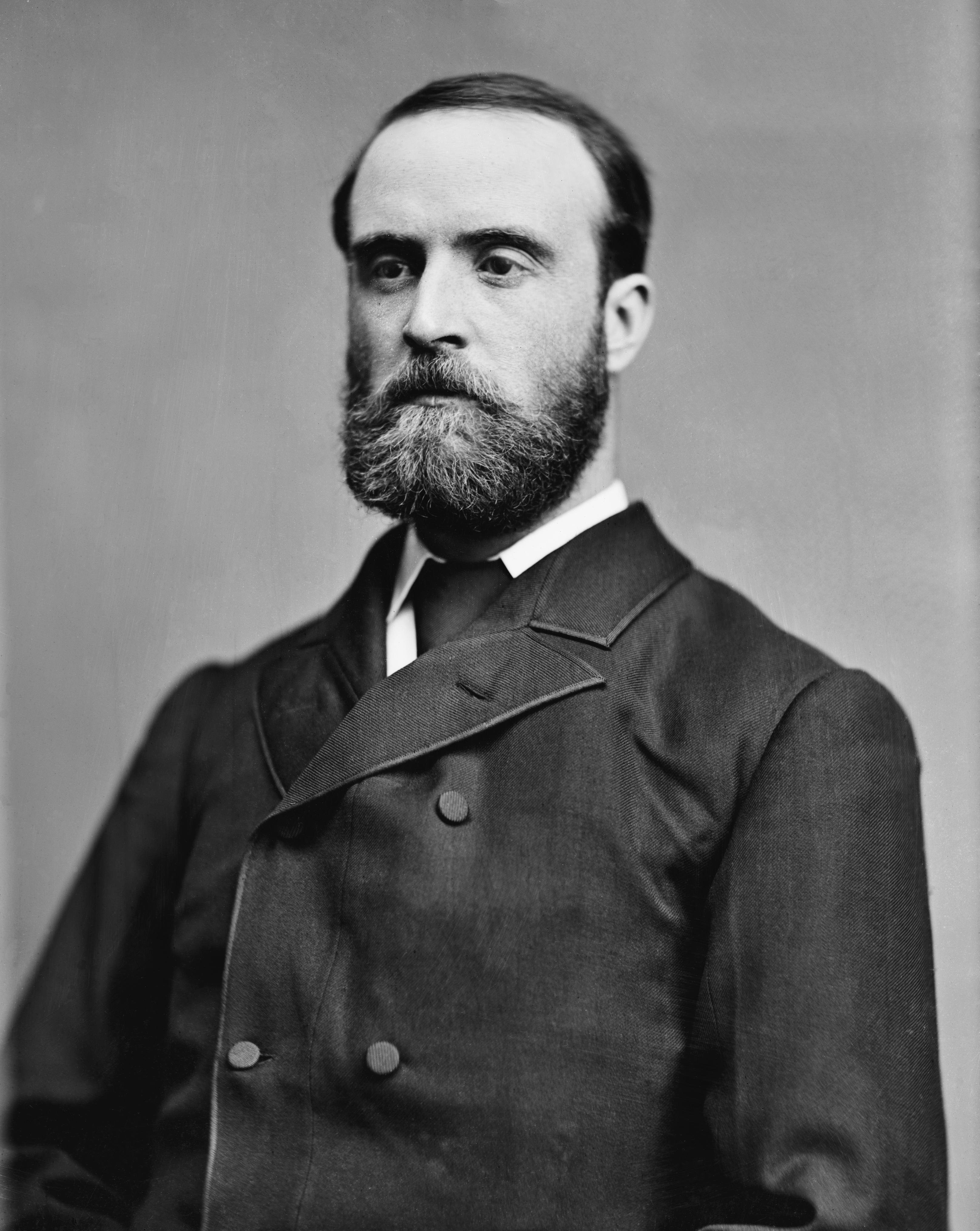
Charles Stewart Parnell (Irische Parlamentspartei)

## Wahlmodus
Gewählt wurden 670 Abgeordnete. Insgesamt stellten sich 1115 Kandidaten zur Wahl, davon 224 ohne Gegenkandidaten. 456 Abgeordnete wurden in England, 101 in Irland, 70 in Schottland und 34 in Wales gewählt. Neun Abgeordnete wurden durch Universitätsangehörige gewählt.

## Ergebnis
1. ↑  die liberalen Unionisten umfassten etwa 77 gewählte Abgeordnete

Wahlkreisgewinner bei der Wahl. Die meisten Wahlkreise waren Ein-Personenwahlkreise, in einigen wurden jedoch zwei Kandidaten gewählt. Dies ist durch hellere/dunklere Farben bzw. Schraffuren (bei Kandidaten von zwei unterschiedlichen Parteien) deutlich gemacht:
--------

Im Folgenden sind die Ergebnisse im Vereinigten Königreich und in den vier Landesteilen sowie den Universitäten aufgeführt. Die Wahlbeteiligung war verglichen zur Wahl im Vorjahr um etwa ein Drittel niedriger. Es beteiligten sich nur knapp 3 Millionen Wähler statt der 4,6 Millionen Wähler 1885.

### Gesamtergebnis
| Partei | Partei                                     | Kandidaten | Kandidaten           | Stimmen   | Stimmen | Stimmen | Sitze  | Sitze |
| Partei | Partei                                     | Gesamt     | ohne Gegen- kandidat | Anzahl    | %       | +/−     | Anzahl | +/−   |
| ------ | ------------------------------------------ | ---------- | -------------------- | --------- | ------- | ------- | ------ | ----- |
|        | Conservative Party und liberale Unionisten | 563        | 118                  | 1.520.886 | 51,4    | +7,9    | 393    | +144  |
|        | Liberal Party                              | 449        | 40                   | 1.353.581 | 45,0    | −2,4    | 192    | −127  |
|        | Irish Parliamentary Party                  | 100        | 66                   | 97.905    | 3,5     | −3,4    | 85     | −1    |
|        | Sonstige                                   | 3          | 0                    | 1.791     | 0,1     | −2,1    | 0      | −16   |
|        | Gesamt                                     | 1115       | 224                  | 2.974.163 | 100,0   | –       | 670    | –     |

Unter die Konservativen sind etwa 77 liberale Unionisten subsumiert.

### Landesteile und Universitäten
| Partei        | Partei                                     | Kandidaten | Kandidaten           | Stimmen   | Stimmen | Stimmen | Sitze   | Sitze   |
| Partei        | Partei                                     | Gesamt     | ohne Gegen- kandidat | Anzahl    | %       | +/−     | Anzahl  | +/−     |
| England       | England                                    | England    | England              | England   | England | England | England | England |
| ------------- | ------------------------------------------ | ---------- | -------------------- | --------- | ------- | ------- | ------- | ------- |
|               | Conservative Party und liberale Unionisten | 432        | 105                  | 1.193.289 | 52,6    | +5,1    | 332     | +119    |
|               | Liberal Party                              | 347        | 23                   | 1.087.065 | 47,2    | −4,2    | 123     | −115    |
|               | Irish Parliamentary Party                  | 1          | 0                    | 2.911     | 0,1     | 0,0     | 1       | ±0      |
|               | Sonstige                                   | 3          | 0                    | 1.791     | 0,1     | −0,9    | 0       | −4      |
|               | Gesamt                                     | 783        | 128                  | 2.285.056 | 100,0   | –       | 456     | –       |
| Wales         |                                            |            |                      |           |         |         |         |         |
|               | Conservative Party und liberale Unionisten | 24         | 2                    | 60.048    | 46,1    | +7,2    | 8       | +4      |
|               | Liberal Party                              | 32         | 10                   | 70.289    | 53,9    | −4,4    | 26      | −3      |
|               | Sonstige                                   | 0          | 0                    | 0         | 0,0     | −2,8    | 0       | −1      |
|               | Gesamt                                     | 56         | 12                   | 130.337   | 100,0   | –       | 34      | –       |
| Schottland    |                                            |            |                      |           |         |         |         |         |
|               | Conservative Party und liberale Unionisten | 63         | 2                    | 164.314   | 46,4    | +12,1   | 27      | +19     |
|               | Liberal Party                              | 68         | 7                    | 193.801   | 53,6    | +0,3    | 43      | −8      |
|               | Sonstige                                   | 0          | 0                    | 0         | 0,0     | −12,4   | 0       | −11     |
|               | Gesamt                                     | 131        | 9                    | 358.115   | 100,0   | –       | 70      | –       |
| Irland        |                                            |            |                      |           |         |         |         |         |
|               | Conservative Party und liberale Unionisten | 35         | 3                    | 98.201    | 50,4    | +25,6   | 17      | +1      |
|               | Liberal Party                              | 1          | 0                    | 1.910     | 1,0     | −5,8    | 0       | ±0      |
|               | Irish Parliamentary Party                  | 97         | 66                   | 94.883    | 48,6    | −19,2   | 84      | −1      |
|               | Sonstige                                   | 0          | 0                    | 0         | 0,0     | −0,6    | 0       | ±0      |
|               | Gesamt                                     | 133        | 69                   | 194.994   | 100,0   | –       | 101     | –       |
| Universitäten |                                            |            |                      |           |         |         |         |         |
|               | Conservative Party und liberale Unionisten | 9          | 6                    | 5034      | 84,7    | +31,0   | 9       | +1      |
|               | Liberal Party                              | 1          | 0                    | 516       | 13,8    | −32,5   | 0       | −1      |
|               | Irish Parliamentary Party                  | 2          | 0                    | 111       | 1,5     | +1,5    | 0       | ±0      |
|               | Gesamt                                     | 12         | 6                    | 5.661     | 100,0   | –       | 9       | –       |

## Weitere Entwicklung
Im Ergebnis der Wahl konnten die Konservativen mit der Unterstützung der liberalen Unionisten eine Regierung unter Lord Salisbury bilden (Kabinett Salisbury I).